# La Maxima 79
La Maxima 79 est un groupe de salsa italien formé à Milan, en 2010.
Fabrizio Zoro, danseur et DJ international de salsa depuis 2002, percussionniste et producteur musical, a eu l'idée de créer un groupe de "salsa dura", rappelant l'âge d'or de la salsa à New York.
Il a baptisé le groupe "La Máxima 79" : "La Maxima" parce qu'il voulait "donner le maximum", et "79" parce que c'était sa date de naissance et pour rappeler les années 70.
Le groupe a sorti jusqu'à présent trois albums intitulés, Regresando al Guaguancó en 2013 (avec le pianiste Massimo Scalici), Joseito en 2016 (avec le pianiste Tony Velardi) et #Resiliencia consacré à la musique cubaine (son cubain, changuï, timba) en 2019 (avec le pianiste Marco Puma, célèbre musicien et chanteur de bachata).
Le groupe a interprété divers styles de "salsa" tels que le mambo, la guaracha, le guaguancó, le cha-cha-cha et ritmo changui, la pachanga, le boogaloo, le son cubain et la timba pour créer des succès mondiaux tels que Pobrecita et Mi Chula (2013), La Gripe, Nunca Muere El Guaguancó, Ibrou Iboya (2015) et Iglesia Rumbera (2018).
Depuis lors, le groupe a joué dans de nombreux festivals prestigieux dans toute l'Europe et au-delà.
Ils ont reçu des distinctions à des récompenses musicales d'auteurs-compositeurs  : "International Songwriting Competition" en 2013 (pour Pobrecita) et "USA Songwriting Competition (de)" en 2014.

## Discographie
Participations : 
- Dani J y La Maxima 79 - Inolvidable (single, 2021)
- Camino Largo ft. La Maxima79 - El Cuarto de Tula
- Donny Reyes ft. La Maxima 79 - Para Que Vivir (2022)

Compilations : Mi Chula (Salsa.it Compilation, Vol. 7), Habia Cavour (Salsa.it Compilation, Vol 8), No Sirve Pa Queso (Latin Freedom Compilation, Vol. 2 et Salsa World Series Volume 5), Iglesia Rumbera (iLatin Compilation 1), Tabaratiando (iLatin Compilation 2), Deja Eso (iLatin Compilation 3).

### Discographie solo de DJ Fabrizio Zoro
- Nothing Else Matters, reprise salsa de Metallica sur l'album collectif United Salsa DJs (2022).
- DJ Fabrizio Zoro - Autumn in Venice (2022, compilation Salsa.it vol. 18
- DJ Fabrizio Zoro & Dany De Santi - Paloma (2022, compilation Salsa.it vol. 18
  - Participations : Alysea - One and One ft. DJ Fabrizio Zoro (Bachata 2018)

## Autres
DJ Kayel sample La gripe sur son titre "tarraxo" Rebola (Tarra'Show - Chapter 1).